# Dream-Machines
Dream-Machines ist eine deutsche Motorradzeitschrift, die seit 1998 sechsmal im Jahr mit einer Druckauflage von 40.000 Exemplaren pro Ausgabe im Huber Verlag, Mannheim erscheint.
Nachdem der Huber Verlag am 4. Februar Insolvenz angemeldet hatte, wurde am 29. Juni 2020,  bekannt gegeben, dass der Huber-Verlag geschlossen wird.
Am 16. September 2020 wurde gemeldet, dass Katharina Weber, seit 2013 Chefredakteurin von Custombike, und drei weitere langjährige Mitarbeiter bei den beiden Magazinen sicherten sich die Lizenzrechte für Custombike und Dream Machines, sie wollen die beiden Magazine wieder herausgeben.
Der Schwerpunkt liegt auf der Berichterstattung über großvolumige amerikanische V2-Motorräder besonders der Marken Harley-Davidson, Buell und der Traditionsmarke Indian Motorcycles. Neben Serien-Motorrädern werden auch individuelle Motorrad-Umbauten gezeigt. Mit ihrem Konzept richtet sich die Zeitschrift überwiegend an Besitzer und Liebhaber der Traditionsmarke Harley-Davidson. Dream-Machines veröffentlicht Artikel aus der Harley-Davidson-Szene, wie Veranstaltungsberichte, Neuigkeiten über die Marke, Hintergrundberichte, einzelne Motorrad-Porträts, technische Berichte und Tipps für Motorradfahrer. Zudem testet die Redaktion in regelmäßigen Abständen Bekleidung, Zubehör und Produkte aus der Motorradwelt. Das Magazin porträtiert überwiegend luftgekühlte V2-Motorräder mit einem Zylinderwinkel von 45°. Einzige Ausnahme sind bislang die Harley-Davidson V-Rod-Modelle (VRSC) sowie Buell-Modelle ab dem Baujahr 2008 (1125 R).
Dream-Machines ist Mitveranstalter Europas größter Messe für umgebaute Motorräder, der Custombike (Messe).

## Sonderband
Dream-Machines veröffentlicht einmal im Jahr den Sonderband Roadbook, welcher als Leitfaden für die kommende Harley-Davidson-Motorrad-Saison dient. Hierin finden sich Händler, Werkstätten, Veranstaltungen und neue Modelle.